# Avenida Tiradentes (Guarulhos)
A Avenida Tiradentes, antigamente conhecida como Estrada Velha do Cocaia e Av. Máximo Gonçalves, localizada na cidade de Guarulhos é uma via arterial localizada próxima á região central do município. Cortando os bairros Centro, Macedo e Bom Clima, a via acumula cerca de 4,5 quilômetros de extensão, conectando-se a diversas outras vias importantes da cidade, como a Av. Paulo Faccini, Av. Otávio Braga de Mesquita, Av. Guarulhos, Av. Antônio de Souza, Av. Brigadeiro Faria Lima, entre outras, finalizando-se na Av. Aniello Pratici que, por meio do Viaduto Fioravante Lervolino, conecta-se à Rodovia Presidente Dutra.

## História
Embora não haja certeza ou precisão sobre as datas de cada evento concernente à via, sabe-se que a Avenida Tiradentes é uma das vias mais antigas da cidade, possivelmente existindo há mais de um século (embora em menor escala). Com o passar das décadas, a via teve a sua infraestrutura aprimorada até chegar ao patamar atual. O seu desenvolvimento e transformação para a forma em que se encontra hoje deram-se devido a execução do Plano Diretor de Desenvolvimento Integrado (PDDIG) de 1969 da cidade de Guarulhos durante os anos de 1969-1972. Com o projeto, a via já existente foi reformada, expandida e modernizada com o objetivo de circundar o centro histórico de Guarulhos com um anel viário composto pelas avenidas Tiradentes, Paulo Faccini e Antônio de Souza. Partes da via foram construídas sob o antigo leito do Tramway da Cantareira e sobre trechos das antigas Avenida Máximo Gonçalves e Estrada do Cocaia, com a via sendo inaugurada entre os anos de 1971 e 1972, juntamente à Av. Paulo Faccini. Com o passar dos anos, a via foi sendo modernizada e reformada, consolidando-se também a conexão da avenida com a Via Dutra (por meio da Av. Aniello Pratici) e o seu fim próximo ao CECAP, onde se localiza o Conjunto Habitacional Zezinho de Magalhães que, desde o início da construção da avenida, era planejado que atendesse à região.

## Atualmente
Atualmente, a via é uma das mais movimentadas da cidade com diversas opções comerciais, residenciais, acadêmicas e da área da saúde em suas redondezas. Juntamente à Av. Paulo Faccini, essa avenida concentra uma enorme quantidade de diferentes linhas de ônibus municipais e intermunicipais que se conectam a todos os lugares da cidade e a diversas regiões da cidade de São Paulo. Em grande parte, a avenida possui duas pistas com duas faixas de rolamento cada, sendo cada pista separada da outra por uma ilha de tráfego que acompanha a via até o cruzamento com a Av. Paulo Faccini (partindo da Av. Aniello Pratici). Durante eventos especiais, como o carnaval, a via costuma ser interditada para a passagem de escolas, desfiles e circuitos de diversas naturezas. Entre os diversos pontos de interesse na avenida, destacam-se o Hospital São Luiz, da rede D'Or e o MercadoCar, ambos próximos ao cruzamento da Av. Paulo Faccini, além do HMU, mas à frente na via no sentido Av. Otávio Braga de Mesquita. Futuramente, a avenida receberá atendimento da Linha 19-Celeste do metrô, que, em sua extensão, contará com uma estação no cruzamento da Av. Tiradentes com a Av. Paulo Faccini na ponta sul do Bosque Maia. Tal projeto acarretará na remodelação do cruzamento entre as duas avenidas.